# Solow Building
Solow Building este o clădire ce se află în New York City.

## Legături externe
- Emporis

1. ↑   https://elevator-database.fandom.com/wiki/Solow_Building Lipsește sau este vid: |title= (ajutor)
2. ↑   https://en.wikiarquitectura.com/building/solow-building/ Lipsește sau este vid: |title= (ajutor)